# Tricoma spinosoides
Tricoma spinosoides är en rundmaskart som beskrevs av Benjamin G. Chitwood 1951. Tricoma spinosoides ingår i släktet Tricoma och familjen Desmoscolecidae. Inga underarter finns listade i Catalogue of Life.